# Status (nagrada)
Status je hrvatska glazbena nagrada koja se dodjeljuje najboljim instrumentalistima u protekloj godini. Dodjeljuje ju Hrvatska glazbena unija od 1997. godine. Do 2009. godine dodjela nagrade se održavala u Zagrebu, a 2010. ta je svečanost premještena u Rijeku.

## Kategorije
Urbana, pop-rock i zabavna glazba
- Električna/akustična gitara
- Bas gitara
- Klavijature
- Bubnjevi
- Puhača glazbala
- Ostala glazbala

Etno glazba
- Tradicijska glazbala

Jazz glazba
- Saksofon
- Truba
- Klavir
- Kontrabas/bas-gitara
- Bubnjevi
- Električna gitara (nagrada "Damir Dičić")

## Vanjske poveznice
- Službena stranica